# Route nationale 6 (Sénégal)
Pour les articles homonymes, voir N6 et Route nationale 6.

La route nationale 6, (N6) ou Route du Sud est une route nationale au Sénégal. 
La N6 relie Tambacounda à Ziguinchor en Casamance par un itinéraire qui contourne la Gambie. 

## Description
La N6 commence en bordure sud de la ville de Tambacounda, qui est un important nœud de transport dans l'est du Sénégal, à un croisement avec la route nationale 7, a proximité de l'aérodrome de Tambacounda. 
Elle longe la rive sud du fleuve Casamance via Vélingara et Kolda jusqu'à Ziguinchor.
La N6 se termine à Ziguinchor, où elle rejoint la route nationale 4 dans le centre-ville après un parcours de 401 kilomètres.
La route nationale 6 est une liaison est-ouest entre le centre du Sénégal et la campagne fertile et relativement densément peuplée de la Casamance, isolée au sud de la Gambie.
D'est en ouest, elle traverse les régions de Tambacounda, Kolda, Sédhiou et Ziguinchor.
La Casamance étant séparée du reste du Sénégal par le fleuve Gambie et son affluent sud, le Koulountou, deux cours d'eau ouverts toute l'année, le pont de Gouloumbou long de 160 mètres  a été construit près de la ville de Gouloumbou.
Ce pont emprunté par la N6 assure la seule liaison terrestre intérieure avec le sud du Sénégal. 
À quelques kilomètres du pont, à Manda Douane, la route D223, longue de 85 kilomètres, mène via Madina Gounass jusqu'à Koundara en Guinée, le poste frontière le plus important de ce pays voisin. 
À l'ouest de Kolda, la N6 traverse la bande de terre comprise entre la rive gauche du fleuve Casamance et la frontière avec la Guinée-Bissau.

## Parcours
- Tambacounda
- Pont de Gouloumbou
- Vélingara
- Kounkané
- Diaobé-Kabendou
- Kolda
- Goudomp
- Ziguinchor